# 下地敏彦
下地 敏彦（しもじ としひこ、1945年（昭和20年）12月10日 - ）は、日本の政治家。元沖縄県宮古島市長（3期）。2015年8月、沖縄の保守系市長の会「チーム沖縄」を立ち上げ、その会長に就任した。落選後の2021年5月、陸上自衛隊駐屯地の用地売却を巡る贈収賄事件で逮捕された。

## 来歴
沖縄県宮古郡平良町（現宮古島市平良）生まれ。沖縄県立宮古高等学校、琉球大学理工学部生物学科卒業。
沖縄県宮古支庁長や旧城辺町助役を務めた。
2002年、平良市長選挙に出馬するも、現職の伊志嶺亮に敗れ、落選。2005年11月、市町村合併に伴い誕生した宮古島市の市長選に出馬したが、再び伊志嶺に413票差で敗れる。2006年6月より沖縄県漁業協同組合連合会会長を務めた。

### 宮古島市長
2008年12月31日、宮古島市長の伊志嶺亮が市職員による一連の不祥事の責任を取って辞職。これに伴い2009年1月25日に行われた宮古島市長選挙に自由民主党・公明党の推薦を受けて無所属で立候補。その結果、総勢6人が立候補した混戦を制し、宮古島市長に初当選した。
2013年、無投票で再選。この市長選に際しては、市内での天然ガス開発の推進や、市総合庁舎・図書館・公民館の新設を公約に掲げていた。
2015年8月29日、那覇市内で菅義偉官房長官との会談後、沖縄県内11市のうち那覇市の城間幹子市長と名護市の稲嶺進市長を除く9市の市長と「沖縄の振興を考える保守系市長の会」(チーム沖縄) を結成し、自身が会長に就任したと明らかにした。9市長は2014年沖縄県知事選挙で仲井眞弘多を支持しており、新知事に就任した翁長雄志の対抗勢力を形成した形となった。
2017年1月22日、宮古島への陸上自衛隊配備の賛否が主な争点となった市長選では、配備反対派が奥平一夫 (民進推薦) と下地晃 (社民、社大推薦) に分裂したため、配備容認派として3選を果たした。次点の奥平一夫とは375票差であった。
2018年、県内で最初に辺野古の埋め立てを問う県民投票に市として最初に不参加の方針を表明した。翌年2019年1月31日になって参加を表明。2月23日の県民投票投の結果は、宮古島市で、埋立賛成3,228票(19%)、反対12,057票(72%)、どちらでもないが1,434票の結果であった。 
2021年、三期にわたる下地市政と自衛隊基地、新型コロナウイルス感染症対策などを争点とした市長選挙に自民党・公明党の推薦を受けて立候補。菅政権は、菅義偉首相の秘書と自民党職員2人を下地の事務所に派遣し、投票日直前の1月15日と16日には石垣市長の中山義隆が応援に入った。元防衛相の小野寺五典も現地入りし、2019年以降駐屯した約700人の自衛隊関係者らへのてこ入れも図ったが、投開票日の1月17日、元県議の座喜味一幸（社民、社大、共産、立民推薦）が1万5757票を獲得し、下地は2782票差で敗れた。

### 収賄容疑で逮捕
落選後の2021年5月12日、陸上自衛隊駐屯地の用地売却を巡り、業者に便宜を図る見返りに現金600万円を受け取ったとして収賄の容疑で沖縄県警に逮捕された。
陸上自衛隊駐屯地配備計画を巡っては、下地が市長在職時の2016年に受け入れを表明。当初の候補地は、ゴルフ場「千代田カントリークラブ」の所有地を含む2カ所だったが、下地は別候補地について水質汚染への懸念を理由に認めない方針を示す一方、「千代田を中心に事業を進めてほしい」などと防衛省担当者らに複数回、要望。2018年5月24日、下地は東京都内で、千代田カントリークラブ役員の所有地を駐屯地用地として国に売却できたことへの謝礼と知りながら、同役員から現金600万円を受け取ったとされる。同年6月2日、下地は那覇地検から起訴された。
2022年2月22日、那覇地裁から懲役3年、執行猶予5年、追徴金600万円の判決を言い渡された。3月7日、判決を不服として控訴した。12月5日、福岡高裁那覇支部は一審判決を支持し、下地側の控訴を棄却した。期限までに上告しなかったため、20日に判決が確定した。